# Eriogonum tiehmii
Eriogonum tiehmii är en slideväxtart som beskrevs av J.L. Reveal. Eriogonum tiehmii ingår i släktet Eriogonum och familjen slideväxter. Inga underarter finns listade i Catalogue of Life.